# Giuseppe Antonio Ferretto

Wapen

Giuseppe Antonio Ferretto (Rome, 9 maart 1899 - aldaar, 17 maart 1973) was een Italiaans geestelijke en kardinaal van de Rooms-Katholieke Kerk.
Ferretto studeerde aan het Pauselijk kleinseminarie van Rome en aan het grootseminarie aldaar. Hij promoveerde vervolgens aan de Pauselijke Lateraanse Universiteit in de godgeleerdheid en de beide rechten. Ook studeerde hij aan het Pauselijk Instituut voor Christelijke Archeologie. Hij werd op 24 februari 1923 gewijd tot priester. Hij doceerde vervolgens aan het Lateranum en aan de Pauselijke Universiteit van de Propaganda Fide. Hij trad vervolgens in dienst bij het Vicariaat Rome. In 1939 werd hij referendaris bij de Apostolische Signatuur. In 1943 werd hij substituut bij de H. Congregatie van het Consistorie. In 1953 werd hij benoemd tot kanunnik van de Sint-Pietersbasiliek.
Paus Johannes XXIII benoemde Ferretto op 14 december 1958 tot titulair aartsbisschop van Sardica. De paus zelf wijdde hem in een ceremonie tijdens welke ook Albino Luciani, de latere paus Johannes Paulus I, werd gewijd. Op 16 januari 1961 werd hij kardinaal gecreëerd. De Santa Croce in Gerusalemme werd zijn titelkerk. Niet veel later werd hij kardinaal-bisschop van het suburbicair bisdom Sabina-Poggio Mirteto. Kardinaal Ferretto nam deel aan het Tweede Vaticaans Concilie en aan het conclaaf van 1963 dat leidde tot de verkiezing van paus Paulus VI. Vanaf 1967 was hij kardinaal-grootpenitentiarius Op 1 maart 1973 legde hij al zijn functies neer. Hij overleed zestien dagen daarna.
- Bibliothèque nationale de France: cb112538389 (data)
- Gemeinsame Normdatei: 1138053899
- International Standard Name Identifier: 0000 0000 6131 037X
- Library of Congress Control Number: n88003678
- Nationale Bibliotheek van Israël: 987007331413505171
- Réseau des bibliothèques de Suisse occidentale: 02-A003239870
- Istituto Centrale per il Catalogo Unico: SBLV052397
- Système universitaire de documentation: 243147279
- Virtual International Authority File: 17589444
- WorldCat: E39PBJdCkW4vYbJ8Pkxd3xyWXd